# Momkovo
Momkovo (Bulgaars: Момково) is een dorp in het zuidoosten van Bulgarije. Het dorp is gelegen in de gemeente Svilengrad, oblast Chaskovo. Het dorp ligt hemelsbreed ongeveer 50 km ten oosten van de provinciehoofdstad Chaskovo en 250 km ten zuidoosten van Sofia.

## Bevolking
Het dorp Momkovo had bij een schatting van 2020 een inwoneraantal van 512 personen. Dit waren 164 mensen (-24,3%) minder dan 676 inwoners bij de officiële census van februari 2011. De gemiddelde jaarlijkse groei in die periode komt daarmee uit op -2,8%, hetgeen lager is dan het landelijk jaarlijks gemiddelde over deze periode (-0,63%). Het aantal inwoners vertoont al tientallen jaren een dalende trend: in 1956 woonden er nog 1.628 personen in het dorp.
- 1934 1295
Koninkrijk Bulgarije
- 1946 1491
Volksrepubliek Bulgarije
- 1956 1628
Volksrepubliek Bulgarije
- 1965 1522
Volksrepubliek Bulgarije
- 1975 1231
Volksrepubliek Bulgarije
- 1985 1145
Volksrepubliek Bulgarije
- 1992 991
Republiek Bulgarije
- 2001 818
Republiek Bulgarije
- 2011 676
Republiek Bulgarije
- 2020 512
Republiek Bulgarije

- Koninkrijk Bulgarije
- Volksrepubliek Bulgarije
- Republiek Bulgarije

In het dorp leven nagenoeg uitsluitend etnische Bulgaren. In februari 2011 identificeerden 617 van de 635 ondervraagden zichzelf als ethische “Bulgaren”, oftewel 97,2% van alle ondervraagden. De rest van de bevolking bestond vooral uit etnische Turken of Roma.
| Etnische samenstelling van de respondenten (2011) | Etnische samenstelling van de respondenten (2011) | Etnische samenstelling van de respondenten (2011) | Etnische samenstelling van de respondenten (2011) | Etnische samenstelling van de respondenten (2011) |
| ------------------------------------------------- | ------------------------------------------------- | ------------------------------------------------- | ------------------------------------------------- | ------------------------------------------------- |
|                                                   |                                                   |                                                   |                                                   |                                                   |
| Bulgaren                                          | Bulgaren                                          |                                                   | 97,2%                                             | 97,2%                                             |
| Turken                                            | Turken                                            |                                                   | 1,7%                                              | 1,7%                                              |
| Roma                                              | Roma                                              |                                                   | 0,8%                                              | 0,8%                                              |
| Anders/Onbekend                                   | Anders/Onbekend                                   |                                                   | 0,3%                                              | 0,3%                                              |